# Porotrichum caesium
Porotrichum caesium är en bladmossart som beskrevs av Mitten 1869. Porotrichum caesium ingår i släktet Porotrichum och familjen Neckeraceae. Inga underarter finns listade i Catalogue of Life.